# Hyporhagus egregius
Hyporhagus egregius là một loài bọ cánh cứng trong họ Zopheridae. Loài này được Bonvouloir miêu tả khoa học năm 1872.